# How Am I to Know
How Am I to Know? ist ein Song, der 1929 von Dorothy Parker (Text) und Jack King (Musik) geschrieben wurde.
Die Ballade wurde 1929 von Russ Colombo in dem MGM-Film Dynamite (Regie: Cecil B. DeMille) gesungen, für dessen Filmmusik William Axt, Herbert Stothart und Arthur Lange verantwortlich waren. Bereits im selben Jahr wurde der Song auch von Smith Ballew (mit Frankie Trumbauer und Eddie Lang), von Jack Miller with The New Englanders Orchestra (Velvet Tone), Victor Arden-Phil Ohman & Their Orchestra (Victor 22111) und Sam Wooding's Chocolate Kiddies aufgenommen. Durch zahlreiche Coverversionen wurde How Am I to Know? ab den 1930er-Jahren zu einem populären Jazzstandard; Tom Lord listet über 100 Coverversionen des Titels u. a. von Ben Selvin, Glenn Miller, Teddy Wilson, Larry Clinton, Chick Webb, Stéphane Grappelli, Tommy Dorsey/Frank Sinatra Rosemary Clooney und Billie Holiday für Commodore Records 1944. In der Nachkriegszeit folgten Aufnahmen u. a. von Miles Davis, Bill Evans, Sarah Vaughan und Ava Gardner, die den Song, begleitet von Johnny Greens Orchester, in dem Film Pandora und der Fliegende Holländer (1951) sang. In späteren Jahren interpretierte auch Shirley Horn den Song.